# الضغط بالبالون المريئي
يشير مصطلح الضغط بالبالون المريئي إلى استخدام الضغط بالبالون في المعدة ومن المحتمل أيضًا في المريء.[3] يُجرى ذلك عادةً لعلاج النزيف من دوالي المريء أو المعدة عندما لا تكون التدابير الأخرى متاحة أو تكون غير ناجحة.
يعدّ السبب الأكثر شيوعًا للنزيف من الدوالي تشمع الكبد. تُستخدم هذه الأجهزة عمومًا فقط لدى الأشخاص الذين يعانون من عدم استقرار ديناميكي في الدم. حيث تشمل موانع استخدامه جراحة المريء الحديثة أو تضيق المريء.
يتضمن التحضير التنبيب ثم وضع الشخص على ظهره بزاوية 45 درجة. يُفحص الجهاز للتأكد من عدم وجود أي تسريبات. ثم يوضع عن طريق الفم مع إضافة 50 مل من الهواء إلى بالون المعدة. يُصور بعدها بالأشعة السينية للتحقق من التموضع الصحيح وبمجرد التأكد من ذلك يضاف المزيد من الهواء. ومن الممكن بعد ذلك تطبيق الشد في إجراء الضغط بالبالون للمريء. يُتحقق من وجود نزيف، و في حال وجوده، يمكن نفخ بالون المريء باستخدام مقياس ضغط الدم.
بعد التثبيت، يلزم إجراء علاج إضافي مثل ربط الدوالي أو تحويلة بابية داخل الكبد عبر الوريد الوداجي(TIPSS).[3] يمكن أن تشمل المضاعفات انسداد مجرى الهواء، وتمزق المريء، والالتهاب الرئوي التنفسي. يُعتبر هذا الإجراء نادر الاستخدام حاليًا. طُوِر أنبوب سينجستاكين-بلاكمور كأول جهاز في الخمسينيات من القرن العشرين، إذ تتضمن الإصدارات الأخرى للجهاز أنبوب مينيسوتا وأنبوب لينتون.

## الاستخدام الطبي
عند إدخال البالون، تهدف القثطرة إلى وقف النزيف من الأوعية الدموية، بما في ذلك دوالي المريء ودوالي المعدة، في الجزء العلوي من الجهاز الهضمي. ويُعتبر سداد البالون جسرًا نحو علاج أكثر دقة. وتقدر فعاليته بنحو 90٪.[4]

## الموانع
تشمل موانع الاستعمال جراحة المريء الحديثة وتضيق المريء.[1] وقد يجعل فتق الحجاب الحاجز الاستخدام أكثر تعقيدًا.[1][5]

## الآلية
على الرغم من وجود اختلاف طفيف بين أنواع الأنابيب، إلا أن التقنية العامة هي:
1. تنبيب لحماية مجرى الهواء.
2. التأكد من نفخ جميع البالونات وسلامتها.
3. إدخال الأنبوب بالكامل إما عن طريق الفم أو الأنف، ونفخ قليل من الهواء فيه.
4. التأكد من دخول طرف الأنبوب في المعدة باستخدام الأشعة السينية.
5. نفخ بالون المعدة بمقدار 250 إلى 500 مل، حسب النوع، ثم استخدم قوة الشد.[6] يمكن القيام بذلك عن طريق توصيل كيس سعة لتر من المحلول الملحي العادي بوريدي.[3]
6. غالبًا ما يكون ذلك كافيًا.[3] في حالة أنبوب بلاكمور، يُفحص النزيف باستخدام أنبوب معدة فموي، بينما في حالة أنبوب مينيسوتا، توجد منافذ في المريء.[3] في حالة نفخ بالون المريء، يلزم استخدام مقياس ضغط للتأكد من عدم استخدام ضغوط زائدة.

يمكن وضع 40 سم من الماء (30 مم زئبق) في بالون المريء.[1] إذا لم يكن ذلك كافيًا، يمكن استخدام 60 سم من الماء (45 مم زئبق).[1] ويمكن بعد ذلك تطبيق الشد، مع عدد من التقنيات الموصوفة للحفاظ عليه.[7]

### المعدات
هناك ثلاثة أنواع من البالونات المصنعة لغرض سداد النزيف في الجهاز الهضمي العلوي، ولكل منها سعة حجم ومنافذ شفط مختلفة.
تشمل هذه الخيارات:
- أنبوب سينجستاكن-بلاكمور، بثلاثة تجاويف (بالونين ومنفذ شفط معدي). يمكن تطبيق الضغط على دوالي المعدة والمريء عن طريق نفخ البالون والسحب.[8]
- أنبوب لينتون، ببالون معدي كبير، وشفطات معدية ومريئية.
- أنبوب مينيسوتا بأربعة تجاويف، ببالونات مريئية ومعدية، وشفطات معدية ومريئية.

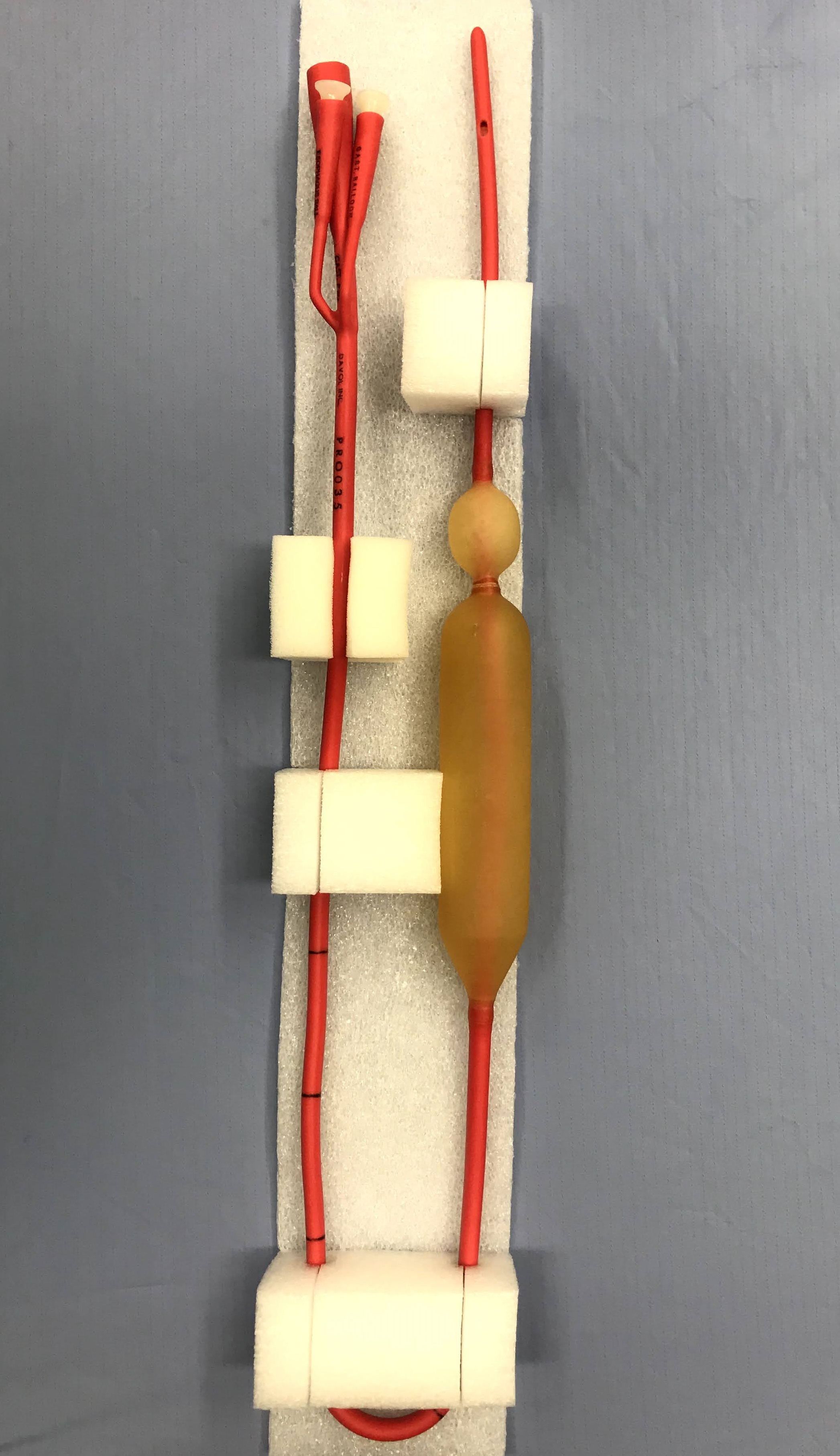
أنبوب بلاكمور

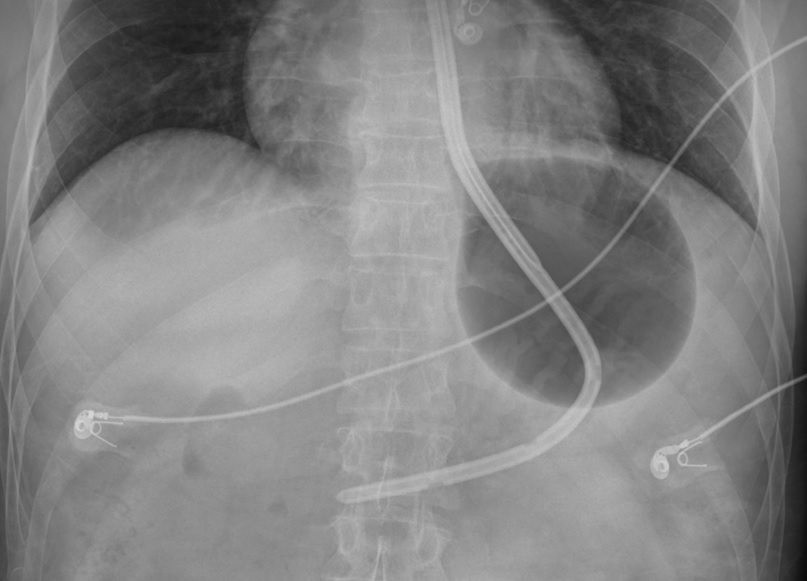
أنبوب بلاكمور منفوخ في المعدة

## المجتمع والثقافة
تتوفر تعليمات حول كيفية صنع مجسم لممارسة التدريب.[9]

## روابط خارجية
- أنبوب EMRAP Blakemore، مؤرشف بتاريخ ٢٩ أغسطس ٢٠٢١ على موقع Wayback Machine
- أنبوب EMRAP Minnesota، مؤرشف بتاريخ ٢٨ أغسطس ٢٠٢١ على موقع Wayback Machine

الحياة في المسار السريع: تعليمات Blakemore وMinnesota، مؤرشف بتاريخ ٢٤ يناير ٢٠٢١ على موقع Wayback Machine